# Massimo Pica Ciamarra
Massimo Pica Ciamarra (Napoli, 9 luglio 1937) è un architetto italiano.

## Biografia

### Formazione e primi anni

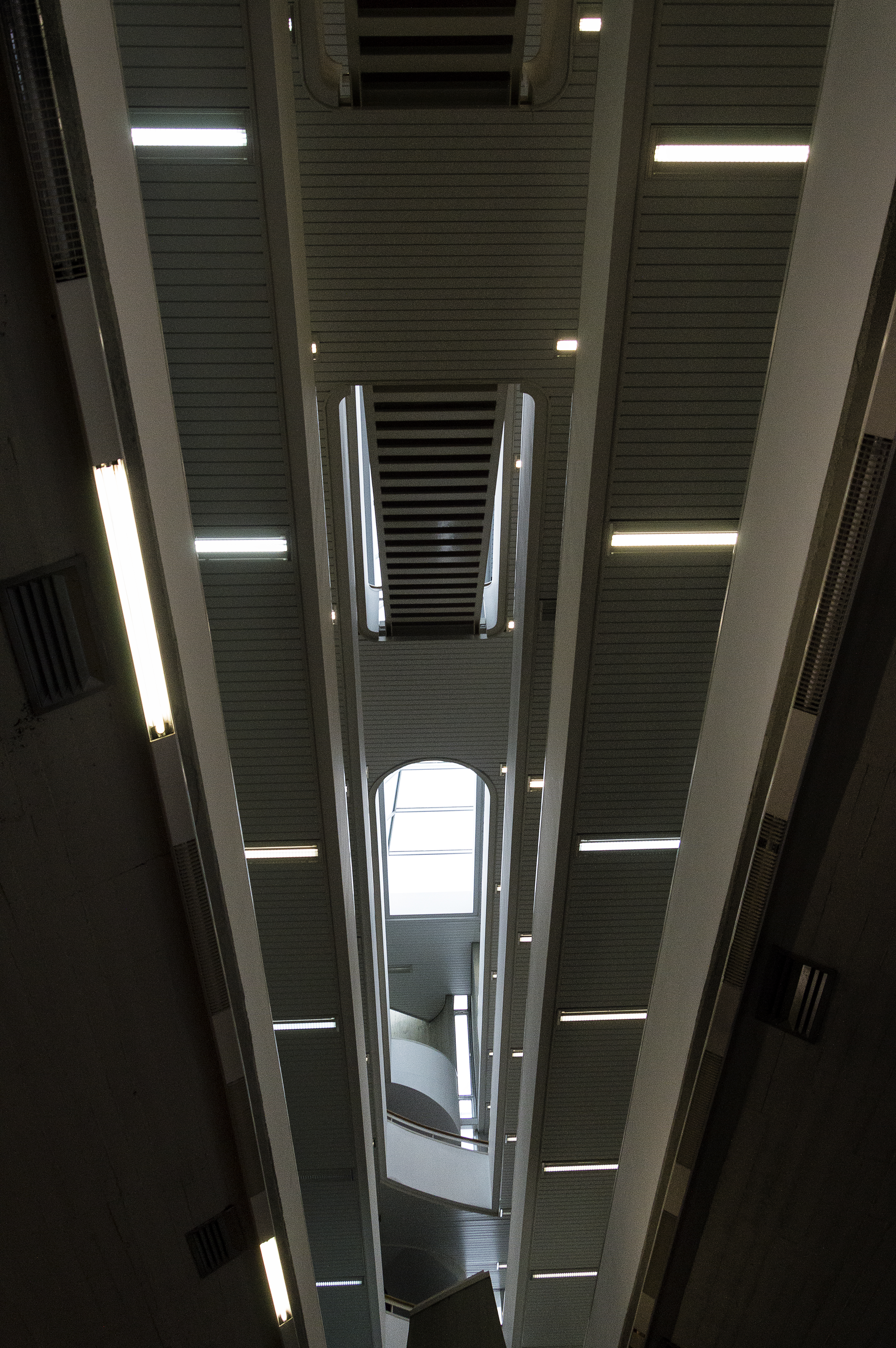
Interno della Nuova Borsa Merci, corso Meridionale

Si forma alla Facoltà di Architettura dell’Università degli Studi di Napoli Federico II, traendo ispirazione dagli insegnamenti di Giulio De Luca, Ezio De Felice e soprattutto Roberto Pane, che insieme a pochi altri in quel periodo cercano di frenare il sacco edilizio che sta interessando la città di Napoli uscita devastata dall’esperienza bellica. Acquisisce una visione critica del razionalismo del Movimento Moderno e, complice anche un corso sull’architettura palladiana a Vicenza su sollecitazione di Pane, Pica Ciamarra inizia fin dagli anni universitari a sviluppare “il pensiero che la modernità possa abitare il principio più antico e che nel senso delle relazioni continue risieda la grande eredità, da recuperare, della città storica”.
L’incontro con il Team X e le idee espresse da Le Carré Bleu, feuille internationale d'architecture contribuiscono ulteriormente alla sua formazione. Da Bruno Zevi, che lo coinvolge in IN/ARCH, l'Istituto Nazionale di Architettura, Pica Ciamarra eredita l’idea che “l’architettura è essenzialmente spazio e che, proprio per questo, debba rifuggire da configurazioni statiche, simmetriche, monumentali, banalmente elementari”.
Nel 1960 realizza la sua prima opera, l’ampliamento delle Officine Angus, una fabbrica anglo-svizzera che produceva guarnizioni industriali nella provincia di Napoli, applicando diverse sperimentazioni tecniche per superare il “conflitto tra forma, funzione e struttura” e superare lo “stereotipo del convenzionale edificio industriale”. L’edificio sarà premiato nel 1969 dall’IN/ARCH. Nel 1963 Pica Ciamarra avvia una collaborazione con Riccardo Dalisi, insieme al quale aveva sviluppato esperienze nello studio di Francesco Della Sala. Ad accomunarli è “il rifiuto dell’istanza funzionalista che conduce ad un approccio antiurbano, la propensione a percorrere sentieri inesplorati, l’idea che l’architettura debba aprirsi alla complessità del reale, l’adesione non convenzionale agli insegnamenti dei grandi Maestri del Movimento Moderno”. Tra i progetti che elaborano una scuola elementare a Chiaia (Napoli) e il Un seme per la metropoli, presentato al concorso del Comune di Bologna per ripensare i caratteri tipologici della nuova scuola dell’obbligo, entrambi tesi ad aprire la scuola alla città in un dialogo costante con l’ambiente urbano circostante. Con Michele Capobianco, nel 1964 vincono la progettazione della Borsa Merci di Napoli al Corso Meridionale, prima grande opera di architettura pubblica con cui si confrontano.
Tra il 1966 e il 1970 Pica Ciamarra progetta la casa multifamiliare a Posillipo, esempio di “razionalismo umanizzato” che ha per obiettivo quello di favorire le relazioni tra le persone che vivono l’abitato. Dello stesso periodo sono i progetti di Casa Winspeare sempre a Napoli, Casa Renner a Baia Domitia, Casa Wenner a Marechiaro.

### Lo Studio Pica Ciamarra Associati

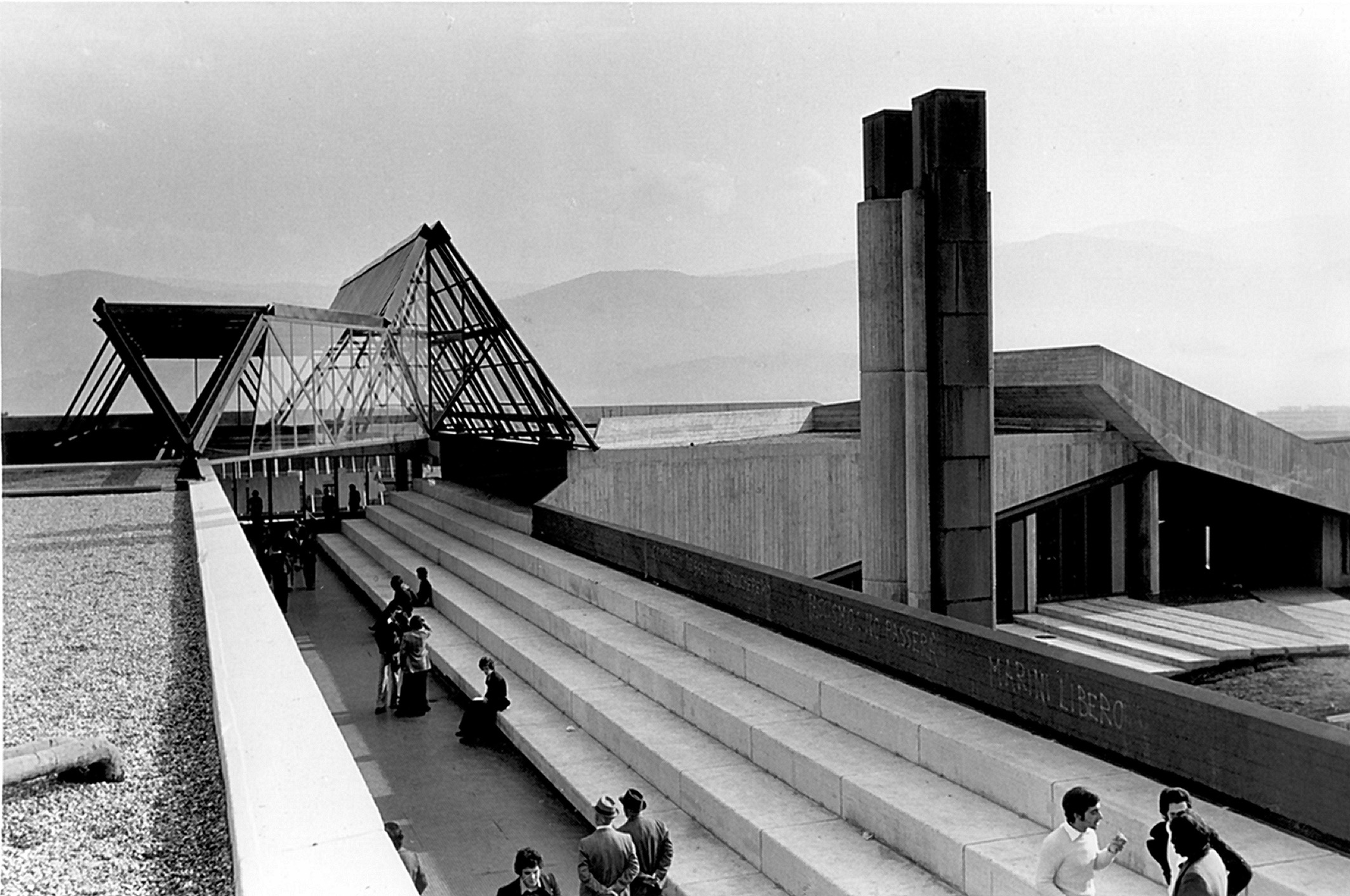
Polifunzionale dell'Università della Calabria

L’ultimo lavoro congiunto di Dalisi e Pica Ciamarra è il progetto presentato al concorso per l’Università Libera di Bruxelles nel 1969, anno in cui Pica Ciamarra ottiene la libera docenza in Progettazione architettonica e poi diviene docente presso l’Università di Napoli. Si avvia quindi un nuovo sodalizio con Luciana De Rosa, già assistente di Carlo Cocchia. La collaborazione parte dalla progettazione congiunta di alcune residenze private: Casa G. a Punta Lagno Massa Lubrense (1971-73) e Casa C. a Massa Lubrense (1973-76), accomunate dall’obiettivo di superare l’impostazione a scatola dell’edificio rompendolo con volumetrie frastagliate che ne disgregano l’unitarietà e assecondano il disegno del terreno.
Nel 1972 nasce lo Studio Pica Ciamarra Associati, con sede a Posillipo, con Luciana De Rosa e successivamente con Antimo Rocereto; negli anni Ottanta si aggregano Claudio De Martino e poi, oltre a ingegneri e altri specialisti, Patrizia Bottaro, Paola Gargiulo, Carolina Poidomani e ancora Alexander De Siena, Guido De Martino, Angelo Verderosa.
Il periodo della contestazione studentesca e varie ricerche sull’edilizia universitaria spingono Pica Ciamarra a interessarsi particolarmente di questo tema, già affrontato nel 1966 con il concorso per la nuova facoltà di Scienze e Farmacia a Messina, vinto nel 1968. Nel 1971 “Il Rasoio di Occam” progetto presentato al concorso per la nuova Università di Firenze, che si sviluppa intorno all’asse di collegamento Firenze-Prato-Pistoia. La proposta non è vincitrice, ma quello stesso anno realizza la sede dei Dipartimenti di Farmacia dell’Università di Messina, una configurazione tripartita in funzione dell’esigenza di superare il blocco unico scatolare sfruttando i dislivelli sul modello della Tourette di Le Corbusier. Una tipologia che ritornerà più volte nelle opere dei Pica Ciamarra Associati.
Tra i progetti non realizzati, quello per l’Università di Lattakya in Siria (1973, concorso internazionale a invito al quale seguiranno tra gli altri quelli per la Yarmouk University e per il College of Engineering and Technology - University of Jordan). Del 1975 è il progetto per l’Università di Salerno (2º premio) che punta all’integrazione fra attrezzature universitaria e attrezzature urbane con un vasto sistema di percorsi pubblici pedonali. Nel progetto vincitore, capogruppo Mario Igrami, approvato nel 1979, gli edifici volumetricamente più importanti sono affidati a Pica Ciamarra; i lavori si trascineranno per oltre vent’anni. La Biblioteca E.R. Caianiello è aperta nel 1997. Del 1972 è il progetto del campus di Arcavacata per l’Università della Calabria, inizialmente limitato alla sola unità polifunzionale che ospita dipartimenti, facoltà, biblioteca e centri di calcolo, successivamente esteso tra il 1974 e il 1977 con nuovi blocchi di aule e uffici. L’idea ispiratrice è la stessa delle Officine Angus, cioè un progetto costantemente in itinere, a cui nel tempo possano aggiungersi altre unità volumetriche a seconda delle esigenze, modificando inoltre la funzione di quelle preesistenti, nell’ottica di un’università viva e in continua mutazione. All’interno del Polifunzionale, la galleria centrale riprende l’idea della Borsa Merci di una piazza urbana coperta. Definita “opera manifesto” dello Studio Pica Ciamarra Associati, il Polifunzionale di Arcavacata completa in effetti la maturazione progettuale di Pica Ciamarra, recuperando le idee originali emerse nei primi anni, e sarà punto di partenza per vari grandi progetti successivi.
La crisi energetica degli anni Settanta spinge inoltre Pica Ciamarra a studiare i temi della bioarchitettura, con l’obiettivo di progettare edifici poco dispendiosi in termini energetici e fondati il più possibile su meccanismi naturali di illuminazione e aerazione, oltre a una nuova attenzione agli spazi verdi. Su queste basi si ispirano i progetti non realizzati del quartiere 167 di Sessa Aurunca, delle scuole a Chiari e Montichiari, delle case popolari “bioclimatiche” a Pistoia, elaborati nel 1979 e descritti nell’articolo firmato da Pica Ciamarra e Luciana De Rosa Alla ricerca delle informazioni perdute pubblicato nel 1980 su “Spazio e Società”.

### Principali interventi

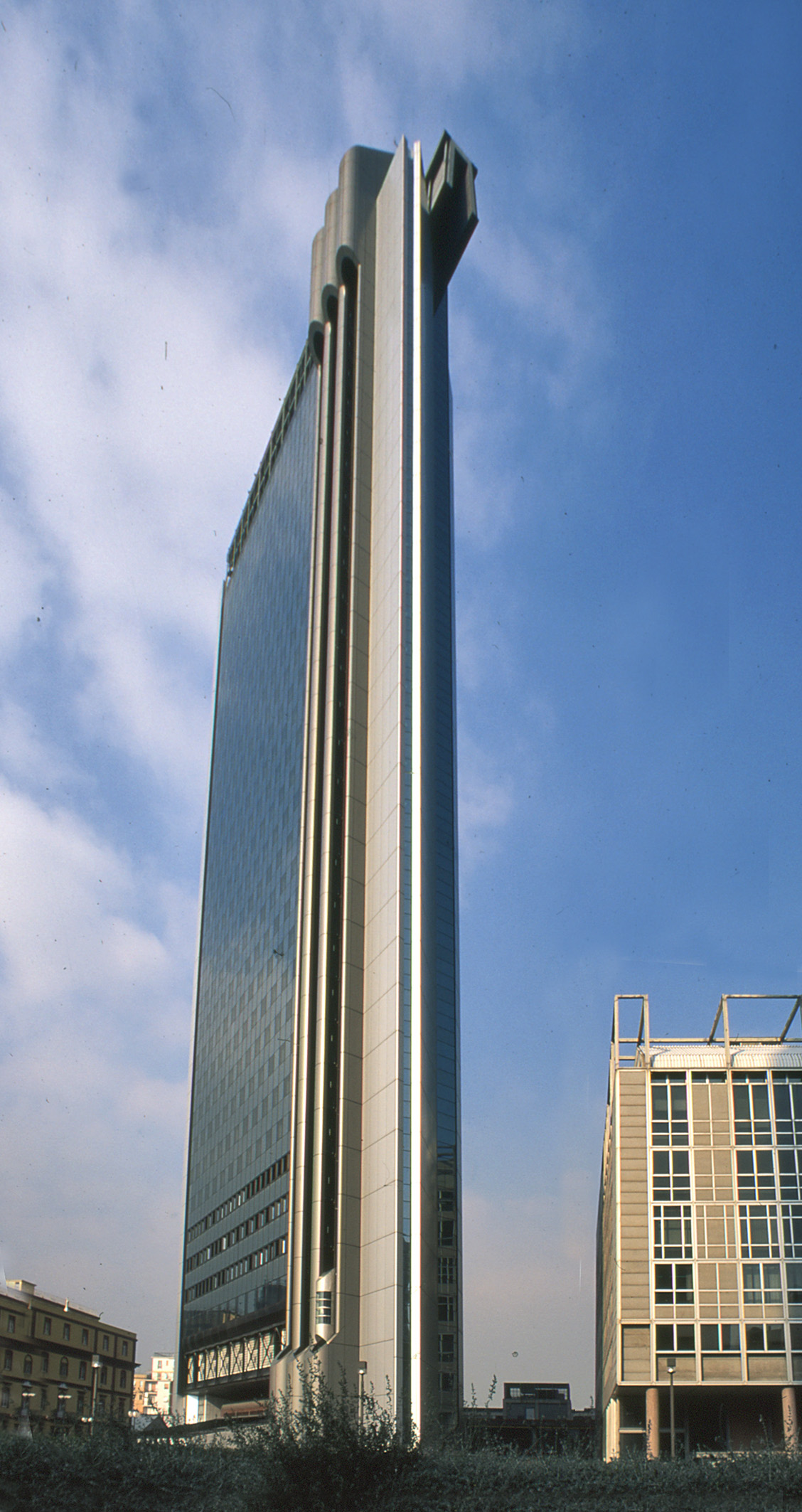
Una delle torri d'ingresso al Centro Direzionale di Napoli

Nell’ambito del Centro Direzionale di Napoli, il cui planovolumetrico è firmato da Kenzō Tange, Pica Ciamarra si era già inserito con la progettazione del Palazzo di Giustizia, inaugurato nel 1990. La realizzazione, coordinata da Corrado Beguinot è del tutto antitetica al piano Tange dal momento che lo precede cronologicamente. La piazza coperta sopraelevata, agorà e luogo d’incontro comune all'enorme edificio, tradisce la firma di Pica Ciamarra. L’ostilità di Pica Ciamarra al progetto di Tange è evidente, dal momento che il Centro Direzionale si oppone in modo radicale al resto del tessuto urbano, isolato anche grazie alla sopraelevazione rispetto al piano stradale, privo quindi di quell'idea di attraversamenti continui della città che è alla base della progettualità di Pica Ciamarra. Il piano di Tange vincola fortemente i progetti di Pica Ciamarra, che non esita tuttavia laddove possibile a derogare ai vincoli: nel caso delle Torri ENEL, viene interrotta l’unitarietà della facciata a vetri e la simmetria del progetto originario dei due edifici. La seconda coppia di grattacieli realizza la stessa idea con la collocazione degli impianti in uno spazio aperto centrale che consente anche un maggiore passaggio d’aria. Entrambe le coppie di edifici si caratterizzano per gli ascensori esterni.
Tra il 1984 e il 1990 lo Studio Pica Ciamarra Associati lavora nell’area di Fuorigrotta, quartiere ovest di Napoli,con la nuova piazza di Fuorigrotta e l’Istituto Motori del CNR. Quest’ultimo, che deriva da un concorso del 1984, mette in pratica quei principi di bioarchitettura teorizzati fin dagli anni ‘70: l’edificio è concavo per proteggersi dal sole e per ottenere un elevato isolamento termico, evitando il riflesso del calore dell’asfalto, infissi a doppi vetri, aperture limitate, un prato inclinato per proteggere i piani bassi dal rumore e una grande fontana con acqua nebulizzata per il raffreddamento dei fludi. L'innovativo sistema di recupero delle acque piovane in grandi contenitori che si sviluppano ai lati dell’edificio, a tutta altezza, è al servizio dell’impianto antincendio, del circuito di raffreddamento dei laboratori, dell’impianto di climatizzazione a pompa di calore, della fontana. Nel 1995 ragionamenti analoghi informano l’edificio Teuco-Guzzini a Recanati.
La Piazza di Fuorigrotta, inaugurata in occasione dei mondiali di calcio del 1990, in un’area disomogenea di oltre cinque ettari su cui affacciano lo Stadio San Paolo, il Politecnico, la Mostra d'Oltremare, la stazione della metropolitana di Campi Flegrei, costituisce una sfida importante per la visionarietà delle realizzazioni: tre torri ai vertici di un triangolo pavimentato in legno (Torre dell’Informazione; Torre della Memoria; Torre del Tempo e dei Fluidi) accolgono videowall, un sistema laser, la meridiana più grande d’Europa, musica e macchine a vento. L’incuria condanna ben presto al degrado l’avveniristica realizzazione, integrata con uno specchio d'acqua e percorsi pedonali su tapis-roulant.
Al limite dei quartieri di Soccavo e Fuorigrotta si colloca inoltre il progetto delle sedi universitarie di Monte Sant'Angelo, firmato con Michele Capobianco. Lunghissima gestazione, peraltro non ancora ultimato nella sua configurazione finale dopo oltre trent'anni, e la tradizionale incuria degli spazi, limita l’efficacia dell’intervento.

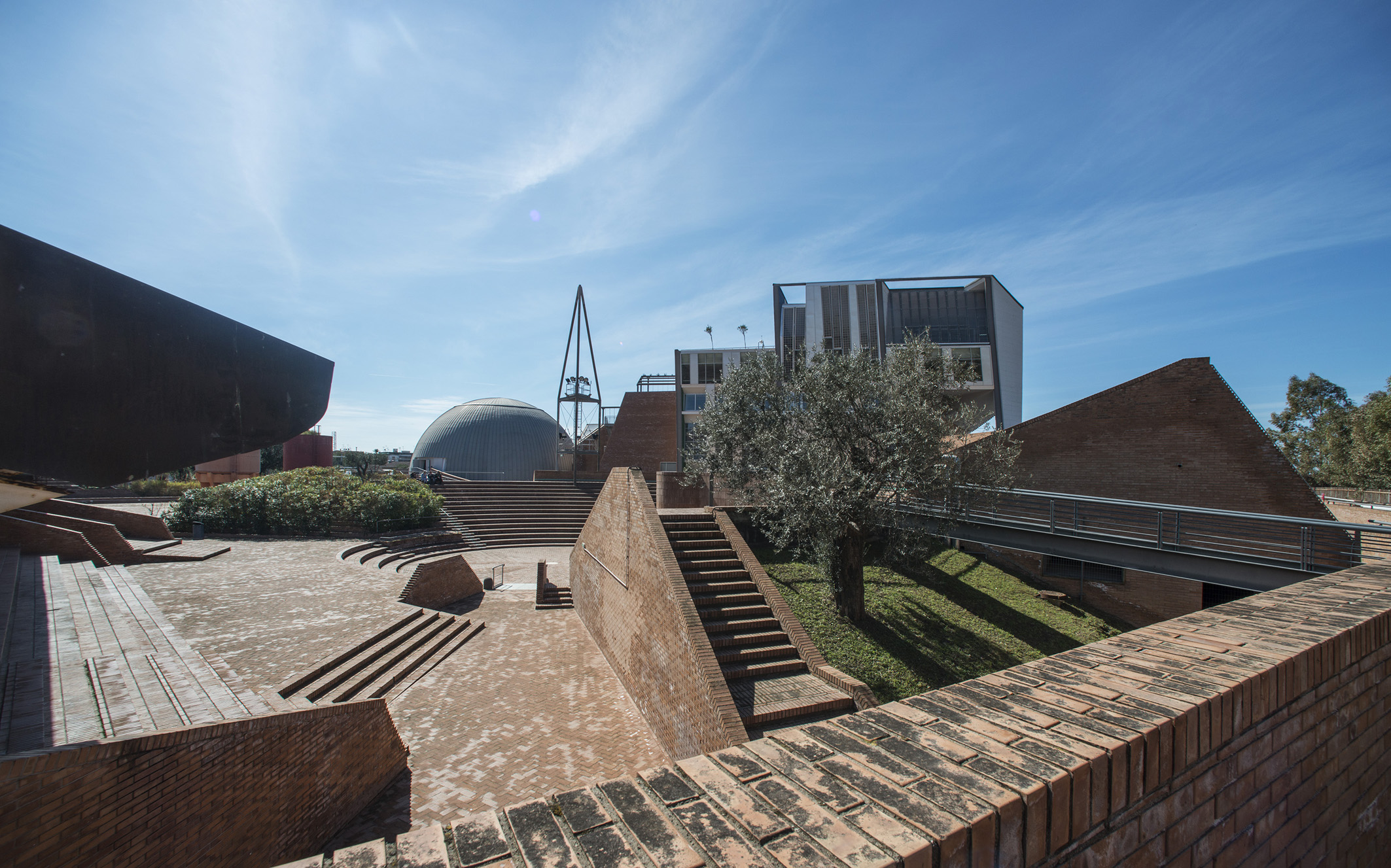
Museo del Corpo Umano a Bagnoli

### L'esperienza di Città della Scienza
Co-fondatore della Fondazione IDIS per la promozione della cultura scientifica, Pica Ciamarra firma il progetto della Città della Scienza nell’area ex Federconsorzi a Bagnoli. Qui prevede il recupero di un’ex fabbrica sul mare, attraverso i principi bioclimatici collaudati con l’Istituto Motori; l’altro edificio principale, all’interno, si attiene all’involucro preesistente ed è destinato a centro congressi, uffici e BIC che affacciano su due lunghe piazze coperte. Il progetto, finalista alla Medaglia d’Oro dell’Architettura della Triennale di Milano nel 2003, Mention Speciale du Trophées Sommet de la Terre et Batiment e vincitore del premio internazionale Dedalo Minosse nel 2004, viene completato per fasi: il recupero del primo edificio nel 1996 (“Museo vivo della Scienza”), il Centro Congressi e il Business Innovation Center nel 2003, il Museo del Corpo Umano, Corporea, è inaugurato nel 2017. Il “Museo vivo della Scienza” viene tuttavia distrutto da un incendio doloso nel 2013 e non più ricostruito. Qualche analogia con il Centro Congressi è nella Biblioteca San Giorgio a Pistoia nell’area ex Breda, inaugurata nel 2007.

### Urbanistica
Partecipa negli anni ’70 al progetto del Piano Quadro delle Attrezzature del Comune di Napoli, dove afferma logiche di intervento che sviluppano tematiche proprie del Team X che poi ispireranno il Piano di recupero dei quartieri di Piscinola e Marianella, votato all’obiettivo di restituire unità ai tessuti urbani stravolti da anni di abusivismo edilizio in un’area fino a poco prima aperta campagna, recuperando al tempo stesso i valori urbani esistenti. La realizzazione sarà tuttavia solo parziale. In queste esperienze assumono importanza fondamentale i percorsi pedonali, i sistemi d’interscambio con le linee metropolitane, le piazze urbane e gli spazi pubblici come condensatori sociali, temi sostanziali nei successivi progetti urbanistici. Questi temi sono anche sviluppati con proposte di mobilità alternative integrate alla rete degli spazi pubblici: ad esempio nella riqualificazione del Rione Libertà a Benevento e in “KO CO2” a Terlizzi.
Nell’ambito urbanistico, Pica Ciamarra evidenzia ipotesi di riqualificazione dell’area ex industriale di Bagnoli (Bagnoli Futura) un forte interesse e attivismo, anche perché nell’area insiste come unica struttura funzionante, la Città della Scienza, da lui progettata. Partecipa ai concorsi di progettazione del parco urbano (non vincitore) e del Parco dello Sport (progetto vincitore, realizzato ma non inaugurato, al momento abbandonato), ma critica l’impostazione complessiva adottata dal piano urbanistico di Vezio De Lucia  ripresa peraltro dal recente piano Invitalia, suggerendo di sostituire a impegnative linee metropolitane sotterranee delle linee tramviarie in superficie e di promuovere attività di riconversione agricola degli spazi industriali. Sempre sul piano urbanistico, firma il Parco Urbano e attrezzature di Cava de’ Tirreni e la Porta Ovest di Salerno, dal lungo e contraddittorio iter realizzativo che dovrebbe concludersi nel 2022. Inoltre progetta il Piano particolareggiato dell’area ex Saint Gobain di Caserta che, con il successivo Piano Urbanistico Comunale segna interessanti saldature fra urbanistica e architettura. La ricerca su questi temi è portata avanti all’interno dello Studio dal gruppo di lavoro coordinato da Patrizia Bottaro.

### Altri interventi
Oltre trenta interventi realizzati in nove regioni sono selezionati dal MiC nel "Censimento dell'Architettura italiana dal 1945 ad oggi". Tra le esperienze di edilizia universitaria, vanno menzionati gli edifici al Papardo ed all’Annunziata per l’Università di Messina (1968-74), l’unità Rettorato / Aula Magna / Biblioteca dell’Università di Fisciano (1983-2002), la Facoltà di Medicina e Chirurgia di Caserta (1996, ancora in costruzione), l’Università del Molise a Campobasso (2005), il complesso di Via dei Mulini dell’Università del Sannio a Benevento (2008).

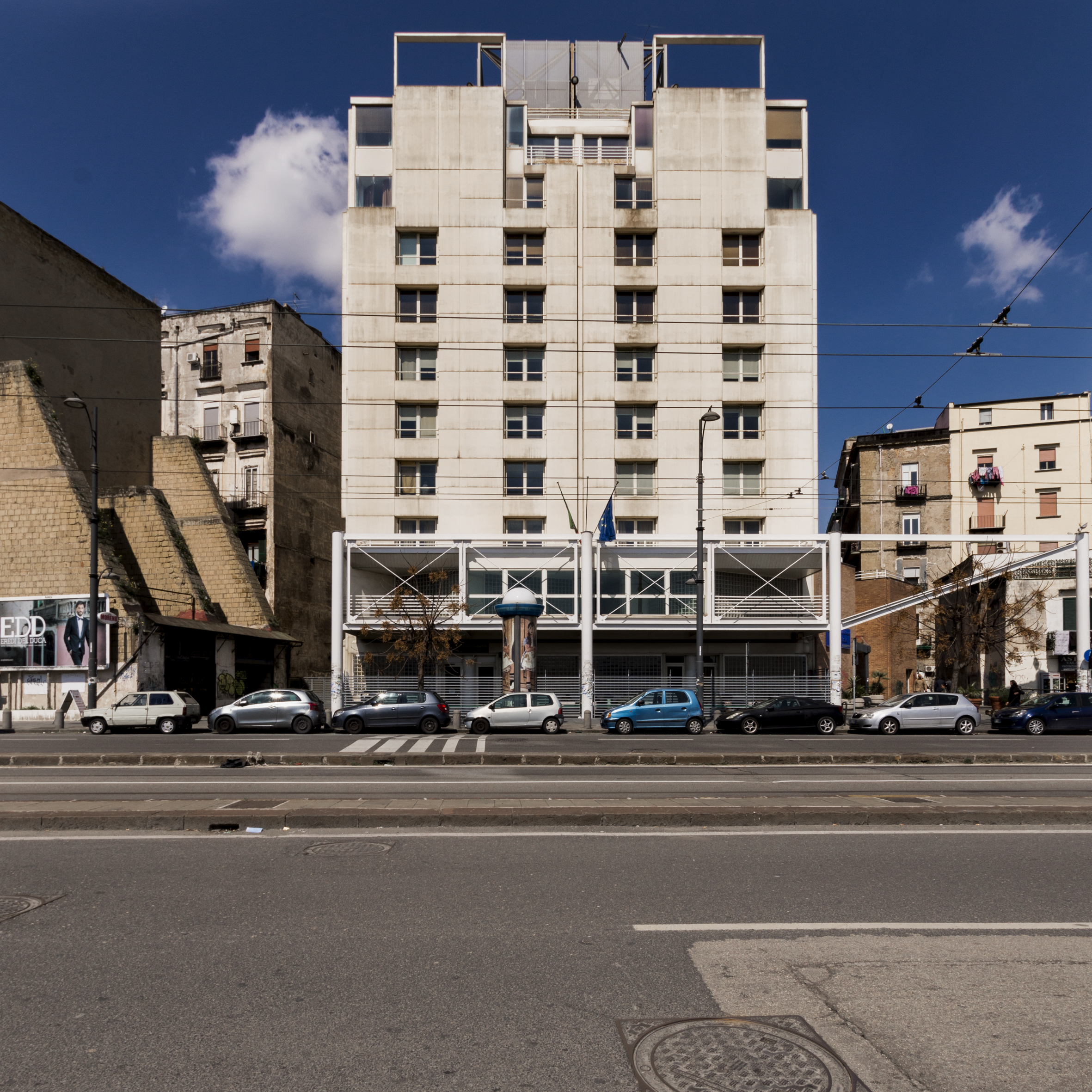
Palazzo del Mediterraneo

Importanti anche le esperienze di ristrutturazione di edifici storici. Non solo Città della Scienza, ma soprattutto il recupero del settecentesco Palazzo Saluzzo di Corigliano, nel cuore del centro storico di Napoli, su piazza San Domenico Maggiore, sede dei dipartimenti dell’Università di Napoli "L'Orientale", dove vengono riportati alla luce e inglobati nelle nuove aule sotterranee reperti di mura greche e di antiche scuderie. Contestuale il recupero di Palazzo Mascabruno a Portici, di pianta settecentesca, per ospitare parti della Facoltà di Agraria. Successivamente lo Studio Pica Ciamarra affronterà anche il restauro della limitrofa Reggia di Portici. Tra il 1985 e il 1992 cura il restauro del Teatro Fraschini di Pavia e nel 1987 (progetto non realizzato) la Stazione Zoologica Anton Dohrn all’interno della Villa Comunale di Napoli.
Lo Studio Pica Ciamarra firma a Napoli lo Shopping Centre San Paolo (1989, inaugurato nel 2000) a Fuorigrotta e il Centro Commerciale di Via Argine (2002, inaugurato nel 2010), nonché quello di Torre Ingastone a Palermo (2005, inaugurato nel 2010).
Altri edifici di rilievo sono il CEINGE - Centro internazionale di ingegneria genetica a Napoli, il dipartimento emergenza e accettazione dell’Ospedale Niguarda di Milano, l’edificio su via Marina a Napoli oggi Palazzo del Mediterraneo, sede dell’Università L’Orientale, la sede Teuco-Guzzini a Recanati, la Biblioteca Sangiorgio a Pistoia.

### Attività teorica
L’attività è caratterizzata dal continuo impegno intellettuale e teorico. Dal 1971 al 2007 ha insegnato Progettazione Architettonica all’Università di Napoli, senza mai ruolo di ordinario.
Nel 1987 fonda la sezione campana dell’IN/Arch nel quale, tra il 1997 e il 2011, subentra a Bruno Zevi come vicepresidente nazionale. Nel 2006 assume la direzione de Le Carré Bleu, feuille internationale d’architecture, storica rivista del Team X e propone il numero-manifesto Fragments / Symbiose, nel 2008, la Dichiarazione dei Doveri dell’Uomo, in rapporto all’habitat ed agli stili di vita, nel 2023 il Codice europeo per la progettazione teso alla qualità degli ambienti di vita. Nel 2012 è vicepresidente della Fondazione Italiana per la Bioarchitettura e l’Antropizzazione sostenibile dell’Ambiente e membro dell’I.A.A. - International Academy of Architecture.
In Architettura e dimensione urbana (1977), attraverso una riflessione sui progetti realizzati, esprime “la convinzione che lo spazio urbano è ciò che sul piano topologico interessa l’intervento architettonico, sicché non più l’isolato urbano e l’edificio in sé conclusi sono la formalizzazione spaziale della città, bensì la prevalenza del sistema di relazioni sulle parti”, da cui deriva che “ogni intervento nella città preesistente deve porsi come frammento del continuo urbano”[. Sul tema ritornerà nel 1997 con il volume Interazioni. Principi e metodi della progettazione architettonica e nel 2010 con Integrare. Il progetto sul finire dell’era della separazione. Esplora inoltre i temi della sostenibilità, della bioarchitettura, dell’utopia razionale e più recentemente dell’architettura spaziale, coniando il neologismo “OrbiTecture” e avviando una collaborazione con il “Center for Near Space” dell’Italian Institute for the Future, progettando un habitat spaziale di concezione planetomorfica ispirato a principi di sostenibilità che vince nel 2019 il Premio Sorrento per l’Ambiente.
Dal 2018 allo studio Pica Ciamarra Associati si affianca la Fondazione "Civilizzare l'Urbano - ETS". È l’occasione della pubblicazione del volume omonimo che ragiona su radici, tesi e prospettiva della lunga ricerca teorica e sperimentale presente nell'ampia mostra monografica al Museo della Pace / MAMT della Fondazione Mediterraneo. Nell’occasione Pica Ciamarra riceve il Premio Mediterraneo “Architettura” - Edizione speciale 2018.

## Opere principali
- Officine Angus, Casavatore, 1961-67
- Nuova Borsa Merci, Napoli (con Michele Capobianco e Riccardo Dalisi)
- Casa a Posillipo, Napoli, 1967-70
- Unità Polifunzionale di Arcavacata - Università della Calabria, Rende, 1972-74
- Palazzo di Giustizia, Napoli, 1975; (con Corrado Beguinot coord., Michele e Antonio Capobianco, Daniele Zagaria)
- Restauro del Palazzo Saluzzo di Corigliano, Napoli, 1979 (con Ezio De Felice e Ugo Carputi)
- Facoltà di Scienze ed Economia a Monte Sant'Angelo, Napoli, 1981 (con Michele Capobianco)
- Restauri della Reggia di Portici e Palazzo Mascabruno per la Facoltà di Agraria, Portici, 1983-84
- Torri ENEL, Napoli, 1985-90 (con Giulio De Luca e Renato e Francesco Avolio De Martino)
- Polo Tecnologico del C.N.R. e Piazza a Fuorigrotta, Napoli, 1984-87
- Coppia di Grattacieli al Centro Direzionale, Napoli, 1988
- Centro Commerciale San Paolo a Fuorigrotta, Napoli, 1989
- Sede Teuco-Guzzini, Recanati, 1995
- Biblioteca E.R.Caianiello, Biblioteche dell'Università di Salerno 1997
- Città della scienza, Napoli, 1993-03
- Centro Commerciale via Argine, Napoli, 2003-10
- CEINGE-Biotecnologie Avanzate, Napoli, 2004
- Biblioteca San Giorgio, Pistoia - 2000-07 (con Angelo Verderosa, Federico Calabrese, Franco Arcidiacono)
- Complesso di Torre Ingastone, Palermo 2005-10
- Corporea - Città della Scienza
- Vip lounge, Aeroporto di Napoli-Capodichino

## Libri
- Massimo Pica Ciamarra, Metamorfosi,  CivETS 2025, - ISBN 978-88-944192-9-0
- G.Di Leo, M.Pica Ciamarra (a cura), vers le Code européen de conception visant la qualité des cadres de vie, CivETS, 2024, ISBN 978-88-944192-7-6
- Massimo Pica Ciamarra, Sette conversioni, CivETS, 2022 - ISBN 978-88-944192-6-9
- Laboratorio Opera Prima, (a cura), CivETS, 2022 - ISBN 978-88-944192-5-2
- Massimo Pica Ciamarra, Poetica del frammento e conversione ecologica, CivETS, 2021 - ISBN 978-88-944192-4-5
- Massimo Pica Ciamarra (a cura),  verso Napoli Città Metropolitana, CivETS, 2021 - ISBN 978-88-944192-3-8
- Massimo Pica Ciamarra, Speranza / Memoria, CivETS, 2020 - ISBN 978-88-944192-3-8
- Massimo Pica Ciamarra, Verso il Codice della Progettazione, CivETS, 2019 - ISBN 978-88-944192-1-4
- Massimo Pica Ciamarra, Civilizzare l'urbano, ISSN 0008-68-78, Le Carré Bleu, 2018.
- Massimo Pica Ciamarra, Integrare. Il progetto sul finire dell'era della separazione, Jaca Book, Milano, 2010 - ISBN 978-88-16-40968-2
- Massimo Pica Ciamarra, Etimo: costruire secondo principi, Liguori, Napoli, 2004  -  ISBN 978-88-20-73600-2
- Massimo Pica Ciamarra, Interazioni. Principi e metodi della progettazione architettonica, Clean, Napoli, 1997 - ISBN 88-86701276
- Massimo Pica Ciamarra, La cultura del progetto, Graffiti, Napoli, 1996
- Massimo Pica Ciamarra, Qualità e concezione del progetto, Officina Edizioni, Roma, 1994
- Massimo Pica Ciamarra, (a cura), Città futura, Clean, Napoli, 1988
- Massimo Pica Ciamarra, (a cura), Manuale delle opere di urbanizzazione, Parte IV, Franco Angeli, Milano, 1983
- Massimo Pica Ciamarra, Architettura e dimensione urbana, Cooperativa Editrice Economia e Commercio, Napoli, 1977